# Выборы в Европейский парламент в Болгарии (2007)
Выборы в Европарламент 2007 года в Болгарии были первыми выборами представителей в Европейский парламент после вхождения Болгарии в Европейский союз 1 января. Выборы проводились 20 мая 2007 года.
В выборах принимало участие 14 партий и коалиций и два независимых кандидата. В избирательные списки вошло около 6 741 000 человек. При этом от избирателей требовалось постоянное проживание в Болгарии в течение 60 дней за последние три месяца, что исключило из числа выборщиков тех болгарских граждан, которые переселились в Турцию — порядка 200 тысяч человек.

## Кандидаты и результаты
| #  | партия / коалиция / независимый кандидат          | голосов | %     |
| 10 | ГЕРБ                                              | 420 001 | 21,68 |
| 7  | Платформа Европейских социалистов (БСП и ДСГ)     | 414 786 | 21,41 |
| 14 | Движение за права и свободы                       | 392 650 | 20,26 |
| 12 | Атака                                             | 275 237 | 14,20 |
| 11 | Национальное движение «Симеон Второй»             | 121 398 | 6,27  |
| 8  | Союз демократических сил                          | 91 871  | 4,74  |
| 6  | Демократы за сильную Болгарию                     | 84 350  | 4,35  |
| 5  | Коалиция болгарских социал-демократов             | 37 645  | 1.94  |
| 9  | Земледельческий народный союз                     | 29 752  | 1,54  |
| 15 | Коммунистическая партия Болгарии                  | 18 988  | 0,98  |
| 2  | Союз свободных демократов                         | 14 392  | 0,74  |
| 1  | Зеленые                                           | 9 976   | 0,51  |
| 16 | Гражданский союз за новую Болгарию                | 9 398   | 0,49  |
| 4  | Порядок, законность и справедливость              | 9 147   | 0,47  |
| 13 | Мария Стоянова Серкеджиева — независимый кандидат | 5 323   | 0,27  |
| 3  | Никола Петков Иванов — независимый кандидат       | 2 782   | 0,14  |

Избирательная активность на выборах была крайне низкой — около 28,60 %. В итоге в Европарламент вошли следующие депутаты:
- от ГЕРБ — 5 мест: Душана Здравкова, Владимир Уручев, Николай Младенов, Петя Ставрева, Румяна Желева
- от БСП — 5 мест: Кристиан Вигенин, Илияна Йотова, Атанас Папаризов, Маруся Любчева, Евгени Кирилов
- от ДПС — 4 места: Филиз Хюсменова, Мариелка Баева, Метин Казак, Владко Панаётов
- от партии Атака — 3 места: Димитр Стоянов, Славчо Бинев, Десислав Чуколов
- от НДСВ — 1 место: Биляна Раева